# Oncidium brownii
Oncidium brownii är en orkidéart som först beskrevs av Leslie Andrew Garay, och fick sitt nu gällande namn av Mark W. Chase och Norris Hagan Williams. Oncidium brownii ingår i släktet Oncidium och familjen orkidéer. Inga underarter finns listade i Catalogue of Life.